# Laryszów

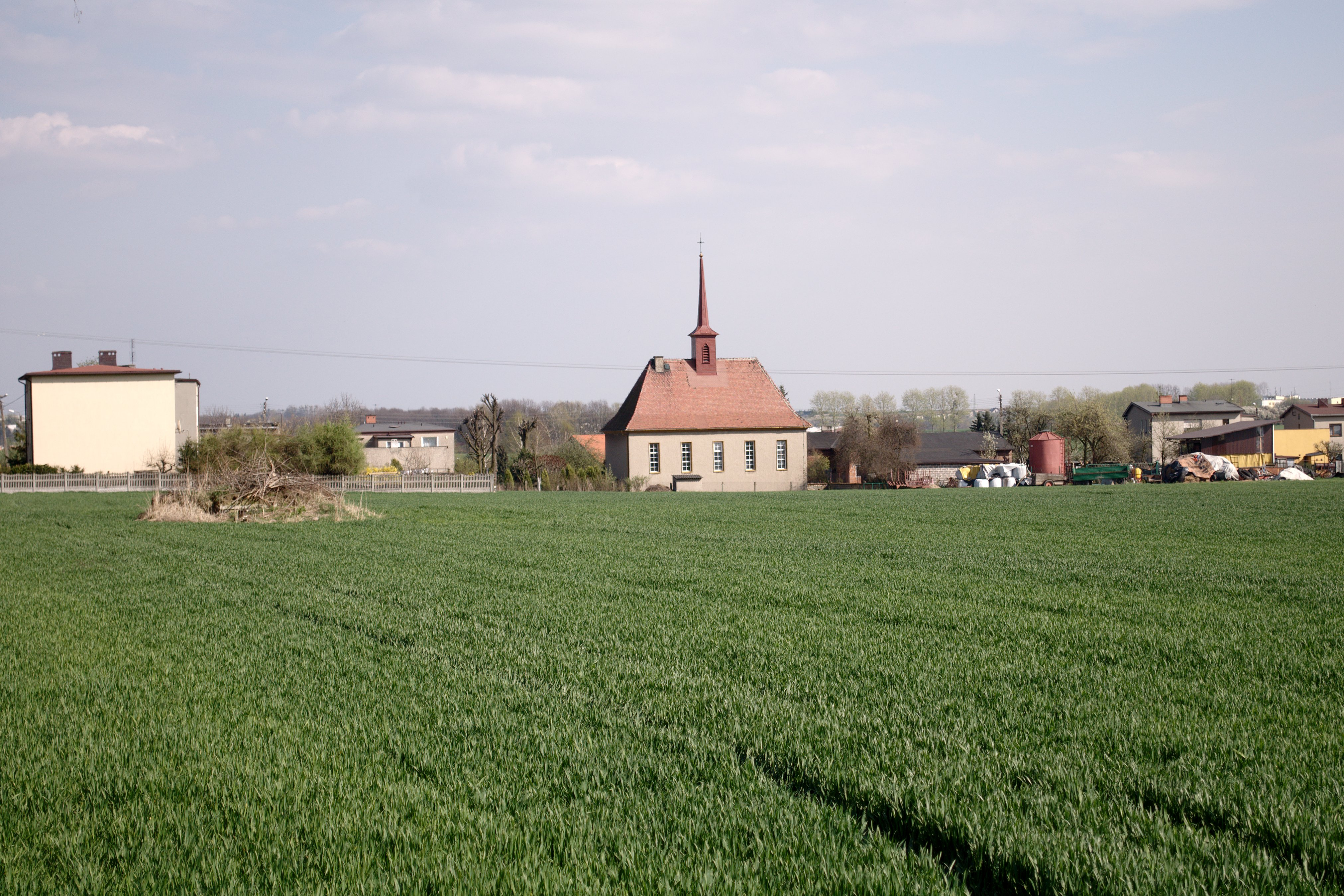
Blick auf den Ort und die evangelische Kirche

Laryszów (deutsch Larischhof) ist eine Ortschaft in Oberschlesien. Sie liegt in der Gemeinde Zbrosławice (Broslawitz) im Powiat Tarnogórski (Kreis Tarnowitz) in der Woiwodschaft Schlesien.

## Geografie
Laryszów liegt vier Kilometer nordöstlich vom Gemeindesitz Zbrosławice, sieben Kilometer westlich von der Kreisstadt Tarnowskie Góry (Tarnowitz) und 27 Kilometer nordwestlich von der Woiwodschaftshauptstadt Katowice (Kattowitz).

## Geschichte
Der Ort wurde 1777 im Zuge der Friderizianischen Kolonisation durch den Besitzer von Groß Wilkowitz Landrat Gustav von Larisch als Kolonie gegründet. Nach ihm wurde der Ort Larischhof benannt, jedoch kamen auch die Formen Larischdorf, Larischau und Larischen auf.
Der Ort wurde 1783 im Buch Beytrage zur Beschreibung von Schlesien als Lahrischhof erwähnt, gehörte zum Landkreis Tost und hatte 75 Einwohner, 26 bewohnte und vier unbewohnte Häuser. 1818 wurde der Ort als Lahrischhof erwähnt und hatte 80 Einwohner. 1865 hatte Larischhof 32 Koloniestellen und eine Häuslerstelle. Der Ort war nach Broslawitz eingepfarrt und nach Groß Wilkowitz eingeschult. Larischhof galt als Vorwerk des Ritterguts Groß Wilkowitz.
Bei der Volksabstimmung in Oberschlesien am 20. März 1921 stimmten 110 Wahlberechtigte für einen Verbleib bei Deutschland und 87 für eine Zugehörigkeit zu Polen. Larischhof verblieb beim Deutschen Reich und war bis 1922 Teil des Kreises Tarnowitz. Die Teilung Oberschlesiens führte zur Abtrennung der örtlichen Protestanten von ihrer Kirchengemeinde in Tarnowitz. Dies führte zum Bau einer neuen evangelischen Kirche in Larischhof in den 1920er Jahren. 1936 wurde der Ort zur Unterscheidung zur neuen Gemeinde Larischhof in Alt Larischhof umbenannt. Bis 1945 befand sich der Ort im Landkreis Beuthen-Tarnowitz.
1945 kam der bis dahin deutsche Ort unter polnische Verwaltung und wurde in Laryszów umbenannt und der Woiwodschaft Schlesien angeschlossen. 1950 kam der Ort zur Woiwodschaft Kattowitz. 1999 kam der Ort zum wiedergegründeten Powiat Tarnogórski und zur neuen Woiwodschaft Schlesien.

## Sehenswürdigkeiten und Bauwerke
- Evangelische Kirche und Friedhof

## Wappen
Das Wappen bzw. Siegel zeigt einen Mann mit einem Hut und einer Sense in der Hand zwischen zwei Sträuchern.